# Andrei Tiberiu Maria
Andrei Tiberiu Maria (Pitești, 1983. július 27. –) művésznevén Smiley, román énekes, dalszerző, producer, színész és műsorvezető, a Simplu zenekar tagja.

## A Simplu együttesben
Smiley igazi neve Andrei Tiberiu Maria, a Simplu együttesben kezdte karrierjét 2001-ben. Miközben az Akcent zenekarba vágyott, ajánlatot kapott CRBL-től, a Simplu frontemberétől, hogy énekeljen az együttesben. Mivel nem csak jó énekest, hanem kiváló táncost is kerestek, Smiley-nak fel kellett venni a táncos cipőket, és megtanulni profin táncolni. Hamar össze is jött nekik a siker – együttesként, és Smiley-nak szólóénekesként is. A Simplu-val öt albumot jelentettek meg, mindegyikük aranylemez lett:
- Oare stii (2002)
- Zece (2004)
- RMX Simplu (2006)
- Simplu Best Of (2006)
- Oficial Imi Merge Bine (2006)

## Szólóénekesként
2008-ban Smiley kiadta első szólóalbumát, az În lipsa mea-t, amely a legjobb album, a legjobb dal és a legjobb szólóénekes díjat hozta neki a Romanian Music Awards-on. 2010-ben Smiley a Marsra vágyott, ami be is jött neki: Plec pe Marte című dalát annyiszor játszották, hogy ha mindet összetesszük, biztos, hogy a Marsig is elhallatszott. 2011-ben a Dream Girl uralta a toplistákat, 2012-ben a Dead man walking aratta a babérokat (ezzel a dallal a mediaforest.ro weboldal a legtöbbet szerepeltetett előadónak kiáltotta ki). 2012-ben a Cai verzi pe pereţi uralja a román zenevilágot, amelyet Alex Velea-val és Don Baxter-rel közösen készített.
2013-ban Alex Velea-val közösen elkészítették a Dincolo De Cuvinte című dalt, s ugyanebben az évben Kaan-al karöltve a Criminal című dalt is.

## Producerként
2009-ben létrehozta saját lemezkiadóját, a HaHaHa Production-t. Hozzá tartozik a Radio Killer együttes, Alex Velea, Randi, Mishelle, Sore, Don Baxter, Cabron és saját zenekara, a Simplu is. A Románia Hangja (Vocea României, a The Voice romániai verziója) tehetségkutató mestere is lett.

## Diszkográfia

### Albumok
- În lipsa mea (2008)
- Plec pe Marte (2010)
- Dead Man Walking (2012)
- Acasa (2013)